# Teatr im. Aleksandra Sewruka w Elblągu
Teatr im. Aleksandra Sewruka – teatr w Elblągu przy ul. Teatralnej 11.
Powstał 28 maja 1975 roku pod nazwą Teatr Dramatyczny. 6 grudnia 2007 roku zmieniono nazwę na Teatr im. Aleksandra Sewruka.

## Dyrektorzy
- Jacek Gruca – dyrektor naczelny i artystyczny w latach 1975–1981
- Andrzej May – dyrektor naczelny i artystyczny w latach 1981–1984
- Stanisław Tym – dyrektor naczelny i artystyczny w latach 1984–1986
- Jerzy Sopoćko – dyrektor naczelny i artystyczny w latach 1986–1990
- Henryk Majcherek – dyrektor naczelny i artystyczny w latach 1990–1991
- Hilary Kurpanik – dyrektor naczelny i artystyczny w latach 1992–1994
- Józef Jasielski – dyrektor naczelny i artystyczny w latach 1995–1997
- Jerzy Michalak – dyrektor naczelny i artystyczny w latach 1997–1998
- Dariusz Barton – dyrektor naczelny w latach 1998–2003
- Mirosław Siedler – dyrektor naczelny i artystyczny 2003–2023
- Paweł Kleszcz – dyrektor naczelny i artystyczny od 2023

## Zespół aktorski
Zespół artystyczny teatru na dzień 9 października 2024 roku.

### Aktorki
- Irena Adamiak
- Patrycja Bukowczan
- Magdalena Fennig-Rusinowska
- Maria Makowska-Franceson
- Faustyna Kazimierska
- Marta Masłowska
- Marta Piętka
- Beata Przewłocka
- Teresa Suchodolska
- Karina Węgiełek

### Aktorzy
- Krzysztof Bartoszewicz
- Dominik Bloch
- Artur Hauke
- Jakub Kondrat
- Julian Knaf
- Lesław Ostaszkiewicz
- Mikołaj Ostrowski
- Marcin Tomasik
- Dariusz Siastacz
- Filip Warot

## Wybrane premiery
| Data                 | Spektakl                           | Reżyseria          | Obsada |
| -------------------- | ---------------------------------- | ------------------ | --- |
| 27 marca 1976        | Damy i Huzary                      | Jacek Gruca        | |
| 13 listopada 1976    | Balladyna                          | Jacek Gruca        | Jerzy Fitio (Pustelnik), Janusz Hamerszmit (Kirkor), Ludmiła Legut (Matka), Maria Chruścielówna (Balladyna), Barbara Dejmek (Alina), Marian Dworakowski (Filon), Jerzy Jasiński (Grabiec), Wojciech Sztokinger (Fon Kostryn), Wacław Rogucki (Gralon, Rycerz Kirkora), Borys Borkowski (Kanclerz), Józef Sajdak (Wawel, Szlachcic), Waldemar Walisiak (Poseł ze stolicy Gniezna, Rycerz Kirkora), Karol Dillenius (Lekarz koronny, Szlachcic), Marta Sobolewska (Wiedźma, Lud), Wiesław Kowalczyk (Poseł miejski), Jacek Domański (Rycerz Kirkora), Józef Gmyrek (Szlachcic), Marek Sobczyk (Szlachcic), Jadwiga Bogusz (Lud), Barbara Mikołajczyk (Goplana), Tadeusz Płuciennik (Chochlik), Elżbieta Miraś (Skierka) |
| 10 października 1982 | Romeo i Julia                      | Jan Machulski      | Małgorzata Flegel (Julia), Mirosław Siedler (Romeo), Grzegorz Przybył (Tybalt), Marek Bielecki (Merkucio), Marek Milczarczyk (Benvolio), Zbigniew Starski (Aptekarz), Emanuela Nikonorow (Niańka) |
| 06 grudnia 2007      | Opowieść wigilijna                 | Czesław Sieńko     | Scrooge - Lesław Ostaszkiewicz |
| 08 listopada 2019    | Cabaret                            | Paweł Szkotak      | |
| 28 października 2023 | Sługa dwóch panów                  | Paweł Paszta       | Dariusz Siastacz (Arlekino), Krzysztof Bartoszewicz (Pan Talone Bosonosi), Faustyna Kazimierska (Klara), Artur Hauke (Dottor Lombardo), Filip Warot (Sylvio), Karina Węgiełek (Beatrycze z Turynu/w stroju męskim, jako Federyko Rasponi/), Mikołaj Ostrowski (Floryndo Aletuso z Turynu), Dominik Bloch (Bryghella Chlavino), Teresa Suchodolska (Smeraldyna), Mariusz Michalski (Służący Pana Talona/Posługacz, który taszczy), Marcin Tomasik (Posługacz, który bredzi). |
| 2 marca 2024         | Miś. Początek.                     | Julia Mark         | Irena Adamiak, Patrycja Bukowczan, Krzysztof Bartoszewicz, Dominik Bloch, Artur Hauke, Mikołaj Ostrowski, Filip Warot. |
| 30 grudnia 2023      | Przyjazne dusze                    | Wojciech Dąbrowski | Dariusz Siastacz (Jack Cameron), Karina Węgiełek (Susie Cameron), Marcin Tomasik (Mark Webster), Dominik Bloch (Simon Willis), Faustyna Kazimierska (Mary Willis), Teresa Suchodolska (Marta Bradshaw), Emilia Krakowska (Anioł Stróż). |
| 25 maja 2024         | Kto się boi Virginii Woolf?        | Igor Gorzkowski    | Patrycja Bukowczan (Skarbie), Filip Warot (Mikołaj), Dominik Bloch (Jerzy), Barbara Liberek (Marta). |
| 14 września 2024     | Okno na parlament ("Out of order") | Marcin Sławiński   | Artur Hauke (Richard Willey), Patrycja Bukowczan (Jane Worthington), Marcin Tomasik (George Pigden), Mikołaj Ostrowski (ciało), Krzysztof Bartoszewicz (kierownik), Lesław Ostaszkiewicz (kelner), Teresa Suchodolska (pokojówka), Filip Warot (Ronnie), Małgorzata Jakubowska-Hauke (Pamela), Marta Masłowska (Gladys),. |